# Hospital Rawson-Neal
El Hospital Rawson-Neal (en inglés: Rawson-Neal Hospital) es un hospital psiquiátrico ubicado en Las Vegas, Nevada al oeste de los Estados Unidos. Se abrió como un centro de 190 camas, el 28 de agosto de 2006. El hospital es gestionado por el estado de Nevada.
El lunes 22 de abril de 2013, el Abogado de la Ciudad de San Francisco Dennis Herrera dijo que se había abierto una investigación sobre los recientes informes de prensa de que un hospital mental Nevada transportaba ilegalmente a cientos de pacientes psiquiátricos recién dados de alta a California y otros estados.